# GParted
GParted (ou Gnome Partition Editor) é o aplicativo GNOME para edição de partições. Suas funções são as de detectar, ler, criar, destruir, redimensionar, verificar, mover e copiar partições e seus sistemas de arquivos (sistemas de ficheiros em Portugal). É usado para criar espaço para novos sistemas operacionais (operativos em Portugal), reorganizar o uso do disco rígido, copiar dados e "espelhar" uma partição em outra.
Utiliza GNU Parted (libparted) para detectar e manipular dispositivos e tabelas de partição enquanto outras ferramentas (opcionais) possibilitam o uso de sistemas de arquivo não incluídos no libparted (GNU Parted). Os pacotes opcionais são detectados na inicialização do programa e não precisam de uma recompilação do GParted.
O GParted é escrito em C++ e usa o toolkit gráfico gtkmm, visando manter a interface gráfica o mais simples possível, em conformidade com o Human Interface Guidelines.
Existem também versões Live CD e Live USB, baseadas no Gentoo Linux com o Linux 2.6. São atualizados a cada nova versão GNU Parted. A versão Live USB é idêntica ao Live CD exceto alguns scripts de boot modificados. O programa pode ser encontrado também em outros live CDs GNU/Linux, incluindo versões recentes do Knoppix.
O programa não deve ser confundido com o GNU Parted, o utilitário em linha de comando publicado pela Free Software Foundation.
Em algumas distribuições baseada em Debian como a versão Ubuntu 9.04 não vem habilitado por padrão para formatar em NTFS uma partição, para isso basta instalar além do pacote gparted, o pacote ntfsprogs pelo Synaptic.

## Recursos: sistemas de arquivos e partições
O GParted suporta as seguintes operações em sistemas de arquivos (desde que todos os recursos estejam habilitados em tempo de compilação e todas as ferramentas necessárias estejam presentes no sistema). O campo 'copiar' indica se o GParted é capaz de clonar o sistema de arquivos mencionado.
| SA            | Detectar | Ler | Criar | Aumentar | Diminuir | Mover | Copiar | Verificar | Rótulo | UUID |
| ------------- | -------- | --- | ----- | -------- | -------- | ----- | ------ | --------- | ------ | ---- |
| APFS          | Sim      | Não | Não   | Não      | Não      | Sim   | Sim    | Não       | Não    | Não  |
| BitLocker     | Sim      | Não | Não   | Não      | Não      | Sim   | Sim    | Não       | Não    | Não  |
| Btrfs         | Sim      | Sim | Sim   | Sim      | Sim      | Sim   | Sim    | Sim       | Sim    | Sim  |
| exFAT         | Sim      | Sim | Sim   | Não      | Não      | Sim   | Sim    | Sim       | Sim    | Sim  |
| ext2          | Sim      | Sim | Sim   | Sim      | Sim      | Sim   | Sim    | Sim       | Sim    | Sim  |
| ext3          | Sim      | Sim | Sim   | Sim      | Sim      | Sim   | Sim    | Sim       | Sim    | Sim  |
| ext4          | Sim      | Sim | Sim   | Sim      | Sim      | Sim   | Sim    | Sim       | Sim    | Sim  |
| F2FS          | Sim      | Sim | Sim   | Sim      | Não      | Sim   | Sim    | Sim       | Não    | Não  |
| FAT16         | Sim      | Sim | Sim   | Sim      | Sim      | Sim   | Sim    | Sim       | Sim    | Sim  |
| FAT32         | Sim      | Sim | Sim   | Sim      | Sim      | Sim   | Sim    | Sim       | Sim    | Sim  |
| HFS           | Sim      | Sim | Sim   | Não      | Sim      | Sim   | Sim    | Não       | Não    | Não  |
| HFS+          | Sim      | Sim | Sim   | Não      | Sim      | Sim   | Sim    | Sim       | Não    | Não  |
| JFS           | Sim      | Sim | Sim   | Sim      | Não      | Sim   | Sim    | Sim       | Sim    | Sim  |
| Linux-raid    | Sim      | Sim | Não   | Não      | Não      | Sim   | Sim    | Não       | Não    | Não  |
| Linux-suspend | Sim      | Não | Não   | Não      | Não      | Sim   | Sim    | Não       | Não    | Não  |
| Linux-swap    | Sim      | Sim | Sim   | Sim      | Sim      | Sim   | Sim    | Não       | Sim    | Sim  |
| LUKS          | Sim      | Sim | Não   | Sim      | Sim      | Sim   | Sim    | Não       | Não    | Não  |
| LVM2 PV       | Sim      | Sim | Sim   | Sim      | Sim      | Sim   | Não    | Sim       | Não    | Não  |
| MINIX         | Sim      | Não | Sim   | Não      | Não      | Sim   | Sim    | Sim       | Não    | Não  |
| NILFS2        | Sim      | Sim | Sim   | Sim      | Sim      | Sim   | Sim    | Não       | Sim    | Sim  |
| NTFS          | Sim      | Sim | Sim   | Sim      | Sim      | Sim   | Sim    | Sim       | Sim    | Sim  |
| ReFS          | Sim      | Não | Não   | Não      | Não      | Sim   | Sim    | Não       | Não    | Não  |
| Reiser4       | Sim      | Sim | Sim   | Não      | Não      | Sim   | Sim    | Sim       | Não    | Não  |
| ReiserFS      | Sim      | Sim | Sim   | Sim      | Sim      | Sim   | Sim    | Sim       | Sim    | Sim  |
| UDF           | Sim      | Sim | Sim   | Não      | Não      | Sim   | Sim    | Não       | Sim    | Sim  |
| UFS           | Sim      | Não | Não   | Não      | Não      | Sim   | Sim    | Não       | Não    | Não  |
| XFS           | Sim      | Sim | Sim   | Sim      | Não      | Sim   | Sim    | Sim       | Sim    | Sim  |
| ZFS           | Sim      | Não | Não   | Não      | Não      | Sim   | Sim    | Não       | Não    | Não  |